# نیجر
نیجر به صورت رسمی جمهوری نیجر (به فرانسوی: république du Niger)، کشوری محصور در خشکی در غرب آفریقا است و پایتخت آن شهر نیامی می‌باشد. نیجر با مساحتی برابر با ۱٬۲۶۷٬۰۰۰ کیلومترمربع است که حدود ۸۰ درصد از مساحت آن توسط بیابان‌ها پوشیده شده‌است. این کشور در تاریخ ۳ اوت ۱۹۶۰ میلادی، رسماً از فرانسه اعلام استقلال کرد. جمعیت این کشور ۲۴٬۲۰۷٬۰۰۰ نفر است.
این کشور از لحاظ شاخص توسعه انسانی وضعیت بسیار ناخوشایندی دارد، به گونه‌ای که در سال ۲۰۱۴ مطابق با آمار و اطلاعات جمع‌آوری شده توسط سازمان ملل متحد، نیجر در رتبه ۱۸۸ جهان جای گرفت.
نیجر سرزمینی صخره‌ای و عمدتاً شن‌زار است. این کشور، با  وجود اینکه دارای منابع نفتی و معادن سنگ اورانیوم است، یکی از فقیرترین کشورهای جهان به‌شمار می‌رود.

## جغرافیا

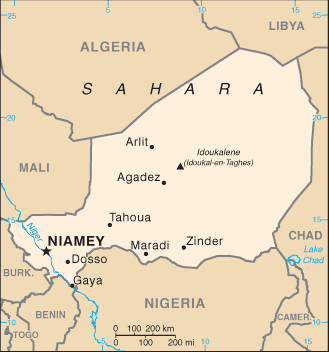

کشور نیجر در غرب آفریقا قرار دارد و هرچند نامش را از رودخانهٔ نیجر که در آن جاری است گرفته، اما در بیشتر مناطق خاکش خشک و لم‌یزرع است.
این کشور از جنوب با نیجریه و بنین، از غرب با بورکینافاسو و مالی، از شمال با الجزایر و لیبی و از شرق با چاد همسایه‌است.
کشور در میان دو منطقه آب هوایی استوایی ساحل غرب آفریقا و صحرای بزرگ قرار دارد. بیشتر این سرزمین صخره‌ای و شن زار می‌باشد.

## تاریخ

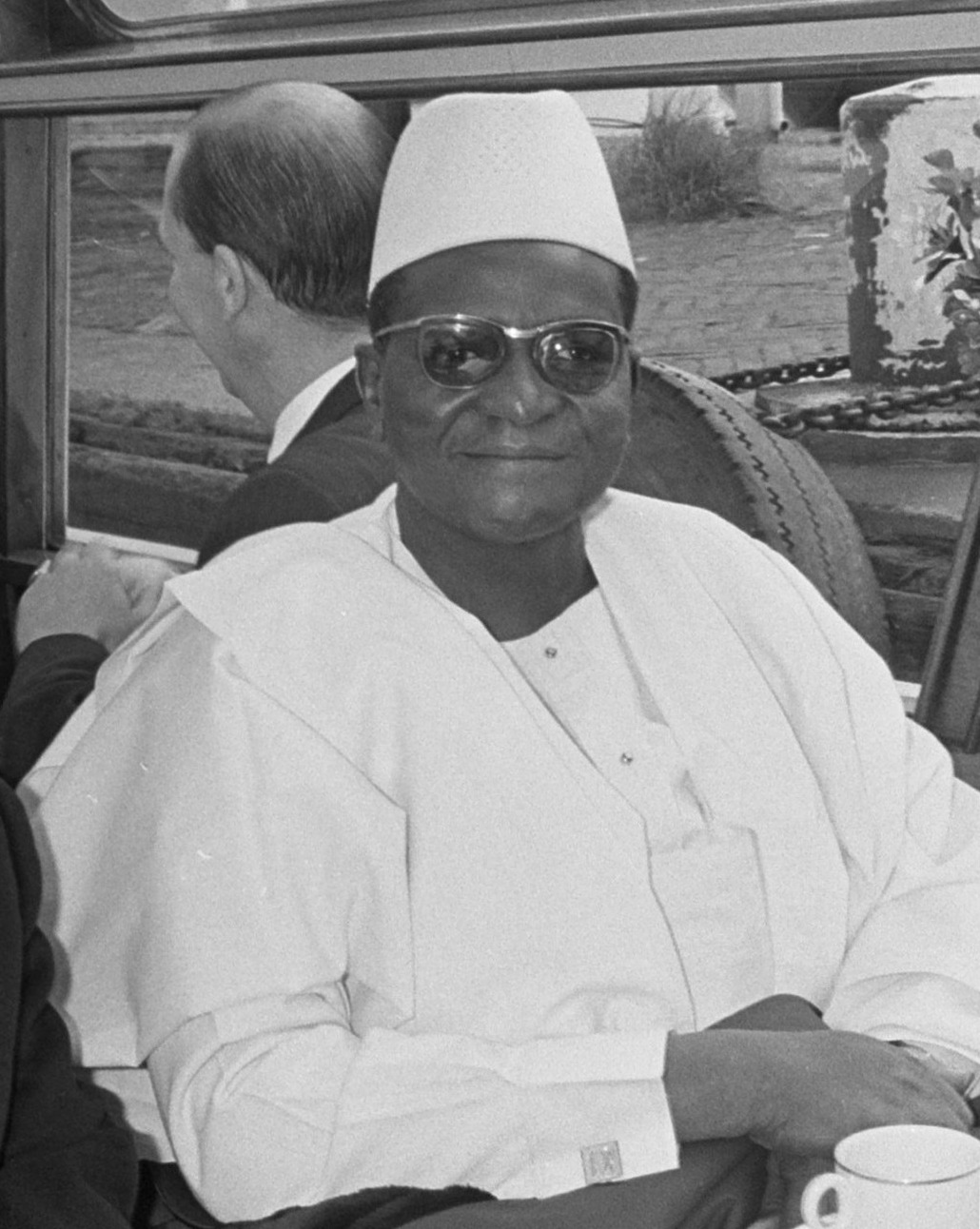
هامانی دیوری نخستین رئیس جمهور نیجر

یکی از اولین امپراتوری‌هایی که در نیجر شکل گرفت امپراتوری سنغای است که یکی از بزرگ‌ترین امپراتوری‌های قاره آفریقا است.
در قرن نوزدهم میلادی ارتباط این کشور با جهان غرب آغاز شد. ارتباطی که در نهایت به مستعمره شدن این کشور منجر شد.
ابتدا انگلیسی‌ها برای کشف سر منشأ رودخانه نیجر به این منطقه سفر کردند و بعدها فرانسوی‌ها این کشور را مستعمره خود کردند. سرانجام نیجری‌ها در روز ۱۸ دسامبر ۱۹۵۸ اعلام استقلال کردند.
البته جامعه بین‌الملل و فرانسه این استقلال را تا سال ۱۹۶۰ به‌طور کامل به رسمیت نشناخت.

## سیاست

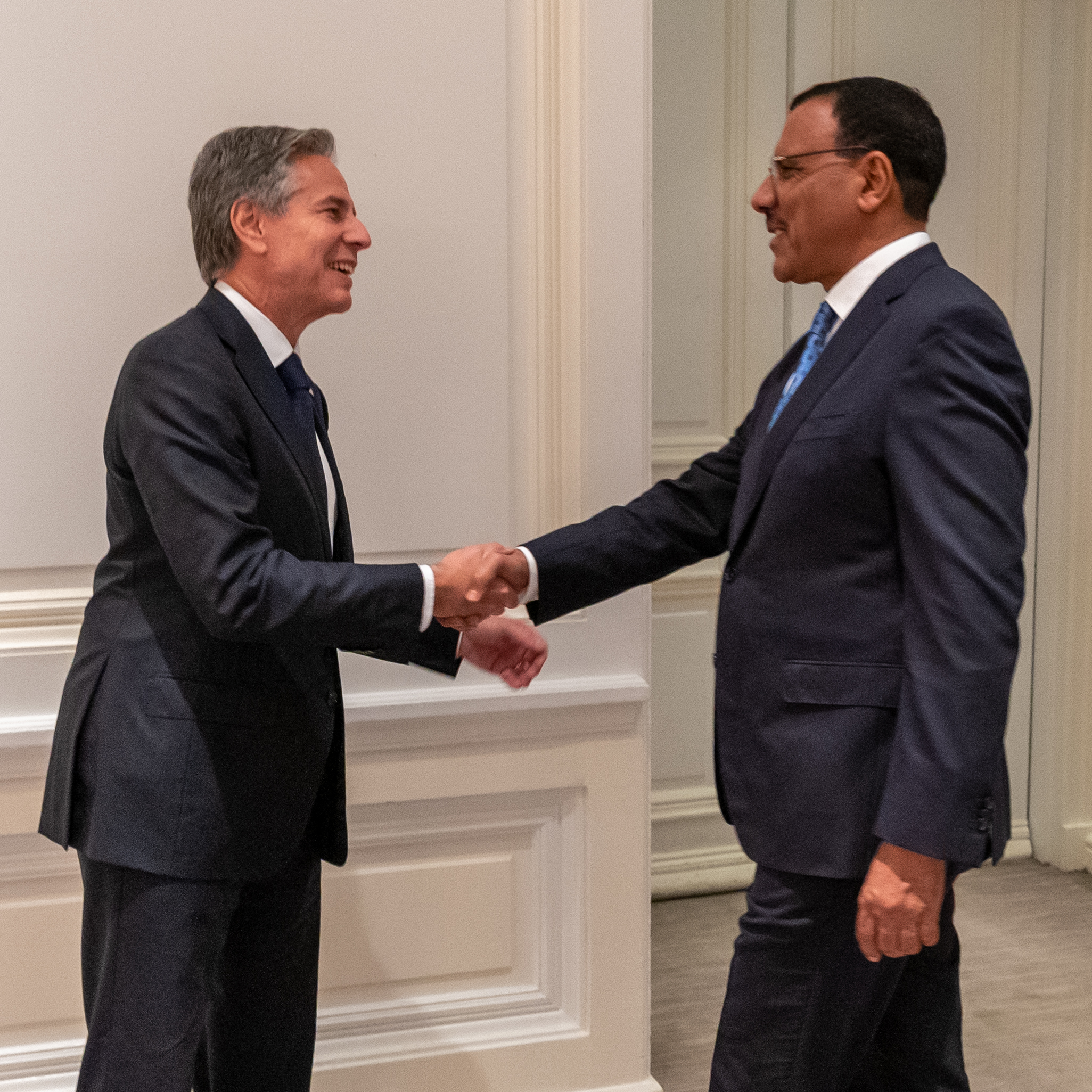
دهمین رئیس‌جمهور نیجر و آنتونی بلینکن

رئیس‌جمهور در این کشور رئیس حکومت است و با رای مردم برای دوره‌ای پنج ساله انتخاب می‌شود. بر اساس قانون اساسی نیجر این دوره تنها یک بار دیگر قابل تمدید است. رئیس دولت نخست‌وزیر است که رئیس‌جمهور او را تعیین می‌کند و ریاست کابینه وزرا را به عهده دارد.
مجلس ملی این کشور ۱۱۳ کرسی دارد که نمایندگان آن را مردم هر پنج سال یک بار انتخاب می‌کنند. سن قانونی در این کشور ۱۸ سال است.
هامانی دیوری به عنوان رئیس‌جمهور نیجر انتخاب شد، اما در سال ۱۹۷۴ طی یک کودتای نظامی به رهبری سرهنگ سینی کنچه از قدرت خلع گردید، سرهنگ سینی کُنچه پس از کودتا با برقراری دولت نظامی، ۱۲ نفر را به عنوان اعضای دولت نظامی منصوب کرد. در سال ۱۹۷۶ با فشارهای داخلی، کُنچه سرانجام با تشکیل یک دولت غیرنظامی موافقت کرد.
در سال ۱۹۹۳ اولین انتخابات چند حزبی در نیجر برگزار شد، که در آن عثمان محمن به عنوان رئیس‌جمهور نیجر انتخاب شد، اما حکومت وی به دلیل اختلافات شدید وی با مجلس و سایر بخش‌های حکومتی، در ژوئیه ۱۹۹۶، با یک کودتای نظامی به رهبری ابراهیم باره میاناسارا سرنگون شد و رهبر کودتا در یک انتخابات فاقد اعتبار خود را رئیس‌جمهور نامید، در دوران رئیس‌جمهوری ابراهیم باره، فساد اداری و اقتصادی تمام کشور را فراگرفت و یکی از بدترین دوران در تاریخ نیجر به‌شمار می‌رود، حکومت ابراهیم باره میاناسارا نیز پس از سه سال از این کودتا، با کودتای دیگری در آوریل ۱۹۹۹ سرنگون گردید و نامبرده نیز به همراه چند تن دیگر از افراد گارد شخصی وی کشته شد. رهبری این کودتا را «داودو مالم وینکی» فرمانده گارد ریاست جمهوری بر عهده داشت. کودتاچیان از آغاز به دست گرفتن امور کشور با تشکیل شورای آشتی ملی اعلام کردند که پس از نه ماه دیگر با برگزاری انتخابات آزاد، به پادگان بازمی‌گردند. از این رو انتخابات ریاست جمهوری در نوامبر ۱۹۹۹ در نیجر برگزار شد که در جریان این انتخابات، ممدو تانجا سرهنگ بازنشسته ارتش به عنوان رئیس‌جمهور جدید نیجر انتخاب شد. رقیب او در این انتخابات ممدو یوسفو بود.

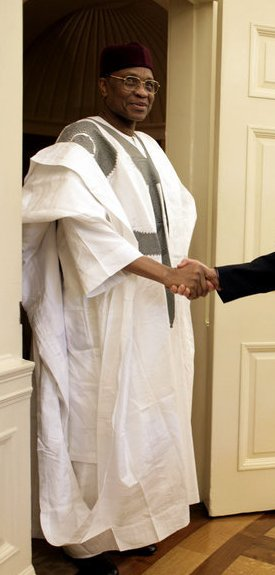
تانجا ممدو

تانجا رسماً در ۲۲ دسامبر ۱۹۹۹ و پس از نه ماه حکومت نظامی، با حضور چند تن از رؤسای جمهور کشورهای آفریقایی، دوران ریاست جمهوری خود را آغاز کرد. در گذشته گروهای معارض طوراق که در شمال این کشور سکونت دارند، همواره مشکلاتی را برای دولتمردان این کشور ایجاد کرده‌اند و در سال ۱۹۹۵ نیز درگیری‌هایی بین نیروهای دولتی و شورشیان طوارق دراین کشور به وقوع پیوست که در جریان آن، هزاران نفر از طرفین کشته شدند. پس از سقوط صدام حسین در عراق، نیجر توسط آمریکا و بریتانیا به فروش اورانیوم به صدام به منظور تولید سلاح‌های کشتار جمعی متهم شد. در ژوئیه ۲۰۰۴ آمریکا مدارکی ارائه کرد که حاکی از معاملات پنهانی نیجر و صدام به منظور فروش اورانیوم به رژیم بعث عراق بود. در سپتامبر ۲۰۰۴، گروه بررسی عراقی که به منظور تحقیق دربارهٔ این موضوع تشکیل شده بود، اعلام کرد: «هیچ نوع مدرکی که نشان دهد دولت عراق پس از سال ۱۹۹۱ از کشور خارجی اورانیوم خریده باشد، پیدا نکرده‌است. در سال ۲۰۰۵ میلادی و به دنبال خشک سالی در این کشور، سازمان ملل اعلام کرد بیش از ۳ میلیون و ۶۰۰ هزار نفر در نیجر از سوء تغذیه رنج می‌برند. در همین حال، تانجا ممّدو، رئیس‌جمهور نیجر اعلام کرد:» بحران غذا، تبلیغات احزاب سیاسی اوست تا دولت او را ناکارآمد جلوه دهند و مخالفان را به بزرگنمایی این مسئله متهم کرد ". در انتخابات ریاست جمهوری سال ۲۰۰۴ در نیجر، بار دیگر تانجا ممدو به سمت رئیس‌جمهور این کشور برگزیده شد. در این انتخابات تانجا با کسب ۶۵ ٪ آرا به پیروزی رسید و برای ۵ سال دیگر رئیس‌جمهور نیجر باقی ماند، رقیب او در این انتخابات نیز، ممّد یسوفو بود که ۳۴ ٪ آرا را به خود اختصاص داد. پیش از پایان یافتن دوره پنج ساله دوم ریاست جمهوری تانجا ممدو، وی برای تمدید دوره ریاست جمهوری خود، در اوت سال ۲۰۰۹ اقدام به انحلال مجلس و دیوان قانون اساسی نمود و حکومت خود را طی یک همه‌پرسی فرمایشی، سه سال دیگر تمدید نمود که این امر باعث مخالفت گروه‌های زیادی از مردم و مسئولان این کشور گردید و سرانجام در اواسط ظهر روز پنج شنبه ۲۹ بهمن ماه ۱۳۸۸ در اواخر جلسه هیئت دولت که در کاخ ریاست جمهوری تشکیل جلسه داده بود، نیروهای وابسته به کودتا چیان به رهبری سالیفو جیبو یکی از فرماندهان ارتش این کشور، با حمله به کاخ ریاست جمهوری، موفق به دستگیری رئیس‌جمهور و اعضای هیئت دولت شدند.

پس از این حادثه، کودتاچیان در نخستین ساعات روز جمعه ۳۰ بهمن، طی اطلاعیه‌ای به نام شورای احیای دموکراسی در نیجر که در رادیو و تلویزیون این کشور قرائت شد ضمن تعلیق قانون اساسی و انحلال نهادهای حکومتی، اعلام کردند: 
«در روز پنجشنبه ما تصمیم گرفتیم که به مسئولیتمان در پایان دادن به شرایط سیاسی متشنج در نیجر عمل کنیم.»
با وقوع کودتا در این کشور، اتحادیه آفریقا که از ۵۳ عضو تشکیل شده و مقر آن در اتیوپی قرار دارد، وقوع آن را در نیجر محکوم نمود و خواهان بازگشت دموکراسی در این کشور گردید، همچنین اتحادیه اروپا و نیز الجزایر همسایه شمالی نیجر، کودتا در این کشور را محکوم نموده‌است. اما در عین حال آمریکا به صورت ضمنی از وقوع کودتا در این کشور حمایت کرده‌است و یک مقام ارشد آمریکا اعلام کرد که خود رئیس‌جمهور نیجر مقصر بروز کودتا در این کشور است.
فیلیپ کراولی، سخنگوی وزارت خارجه آمریکا، گفت: 
«رئیس‌جمهور نیجر تلاش کرده بود تا حضورش در سمت ریاست جمهوری را افزایش بدهد و آشکارا این اقدام وی منجر به کودتا در نیجر شد.»
در کودتای سال ۱۹۹۹ نیز شواهدی از نقش آمریکایی‌ها در آن مشاهده گردید. معمولاً کودتاهای این کشور بدون خونریزی یا با حد اقل تلفات بوده‌است و بر اساس گزارش‌ها، در این کودتا سه تا چهار سرباز کشته و ده نفر دیگر نیز زخمی شده‌اند. با گذشت حدود یک سال از وقوع کودتا در این کشور و پس از تدوین قانون جدید اساسی، انتخابات ریاست جمهوری در روز ۳۱ ژانویه ۲۰۱۱ برگزار گردید. ماهامادو آیسوفو (ممدو یوسفو)، سینی اموارو (حسین عمرو) و هاما آمادو (محمدو احمدو)، نخست وزیران سابق نیجر، از جمله نامزدهای انتخابات ریاست جمهوری این کشور بودند و مردم این کشور از بین ۱۰ نامزد ریاست جمهوری، آقای ممد (محمد) یوسفو (یوسف) را برای یک دوره پنج ساله ریاست جمهوری انتخاب کردند. محمد یوسفو یک سرهنگ بازنشسته ارتش است و بارها در انتخابات ریاست جمهوری با دیگر نامزدها رقابت کرده بود.

### کودتای ۲۰۲۳
در ۲۶ ژوئیه ۲۰۲۳، فرماندهان نظامی نیجر، رئیس‌جمهور محمد بازوم را بازداشت کردند، همزمان گروه دیگری از کودتاچیان سرنگونی وی را اعلام کردند، مرزهای کشور را بستند، مؤسسات دولتی را به حالت تعلیق درآوردند و ضمن اعلام تشکیل حکومت نظامی، منع آمد و شد اعلام نمودند.این پنجمین کودتای نظامی موفق است که از زمان استقلال این کشور در سال ۱۹۶۰ صورت می‌گیرد.

## مردم
جمعیت این کشور حدود ۲۴ میلیون نفر با میانگین سنی ۱۵٫۲ سال است. امید به زندگی برای زنان ۶۴٫۹ سال و برای مردان ۶۲٫۴ سال است. ۱۶٫۵٪ جمعیت در مناطق شهری زندگی می‌کنند.

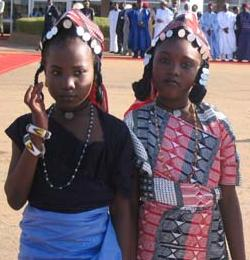

۱٫۲ درصد از مردم آن به بیماری ایدز مبتلا هستند و بیماری مالاریا نیز در این کشور شایع است.

## دین
بیش از ۹۰ درصد از مردم نیجر مسلمان هستند. طرق صوفیه در این کشور پیروان زیادی را به خود اختصاص داده‌است، در گذشته طریقه قادریه دارای پیروان زیادی در نیجر بوده‌است اما اکنون گروه اندکی از شیوخ و مردم این کشور قادری هستند، اما طریقه تیجانیه دارای پیروان فراوانی است و بسیاری از علما و شیوخ و امامان جمعه و جماعت در این کشور پیرو طریقه صوفی تیجانی هستند. شهر چیوتا در حدود بیش از یکصد کیلومتری نیامی پایتخت، مرکز استقرار رهبر طریقه تیجانیه شاخه شیخ ابراهیم نیاس است. از جمله زبان‌های محلی در این کشور می‌توان به زبان‌های زرما، هوسا، فولاتی یا فولانی و بامبارایی، اشاره نمود. از میان مسلمانان نیجر ۶٪ نیز شیعه می‌باشند. نیجر عضو سازمان همکاری اسلامی است.

## اقتصاد

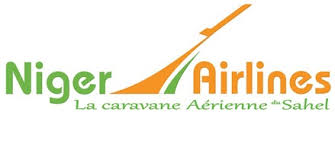
نایجر ایرلاینز شرکت هواپیمایی در نيجر

تولید ناخالص داخلی این کشور ۸٫۹۹۸ میلیارد دلار است. بر اساس آمارهای سال ۱۹۹۵ میلادی ۷۰ هزار نفر نیروی کار این کشور را تشکیل می‌دهند که ۶۰ درصد آن‌ها در بخش دولتی مشغول به کار هستند.
۶۳ درصد از مردم آن زیر خط فقر زندگی می‌کنند و نرخ تورم نیجر در سال ۲۰۰۴ میلادی ۰٫۲ درصد اعلام شد.
محصولات صادراتی آن شامل سنگ اورانیوم، احشام، لوبیا و پیاز است که به کشورهای فرانسه (۳۴٫۸ درصد)، آمریکا (۲۶٫۶ درصد)، نیجریه (۱۸٫۳ درصد) و روسیه (۱۱٫۳ درصد) صادر می‌شود.
محصولات وارداتی آن شامل مواد غذایی، ماشین‌آلات، وسایل نقلیه، نفت و مواد پتروشیمی و غلات است که از کشورهای آمریکا (۱۴٫۱ درصد)، فرانسه (۱۲٫۱ درصد)، چین (۷٫۸ درصد)، نیجریه (۷٫۷ درصد)، پولینزی فرانسه (۷٫۷ درصد) و ساحل عاج (۴٫۹ درصد) وارد می‌شود.

## ارتباطات
در این کشور ۲۴ هزار خط تلفن ثابت و ۳۲۳ هزار و ۹۰۰ خط تلفن همراه وجود دارد.
نیجر ۲۰۰ میزبان اینترنتی و ۴۰ هزار کاربر دارد.

## داده‌های کلی
- مساحت: ۱٬۲۶۷٬۰۰۰ کیلومتر
- جمعیت: ۲۴٬۰۷۶٬۰۰۰
- پایتخت: نیامی
- طول مرزهای خشکی: ۵٬۶۹۷ کیلومتر
- آب و هوا: صحرایی و شبه صحرایی
- گیاهان: گیاهان صحرایی و شبه صحرایی
- زمین‌های قابل کشاورزی: ۳ ٪
- مراتع: ۷ ٪
- جنگل‌ها: ۲ ٪
- زمین‌های دیگر: ۸۸ ٪
- آب: ۳۰۰ کم
- زمین‌های قابل آبیاری: ۶۶۰ کم

### بزرگ‌ترین شهرهای نیجر
| نام شهر | جمعیت   |
| ------- | ------- |
| نیامی   | ۹۷۸٬۰۰۰ |
| مارادی  | ۲۶۷٬۰۰۰ |
| زیندر   | ۲۳۵٬۰۰۰ |
| تاهوآ   | ۱۱۷٬۰۰۰ |
| آگادز   | ۱۱۰٬۰۰۰ |